# Arndt Severing
Arndt Severing (* 31. März 1973) ist ein ehemaliger deutscher Basketballspieler.

## Laufbahn
Severing spielte in der Jugend des TV Gerthe in Bochum. Er spielte Anfang der 1990er Jahre für den SVD 49 Dortmund in der 2. Basketball-Bundesliga sowie ab 1993 für den TuS Herten (dann in Ruhr Devils umbenannt), mit dem er 1995 in die Basketball-Bundesliga aufstieg und dort bis zum Rückzug der Mannschaft während der Saison 1997/98 aktiv war.
Der 2,03 Meter große Innenspieler verstärkte ab 2000 wieder den SVD 49 Dortmund und ab 2003 den FC Schalke 04 in der Regionalliga, dann bis 2007 in der 2. Bundesliga. Im Spieljahr 2007/08 stand Severing zunächst für Citybasket Recklinghausen auf dem Feld, ehe er im Laufe der Saison nach Dortmund zurückkehrte.